# تویاما ۶۳۸۱
سیارک ۶۳۸۱ (به انگلیسی: 6381 Toyama، نامگذاری:1988DO1) شش هزار و سیصد و هشتاد و یکمین سیارک کشف شده‌است که در ۲۱ فوریه ۱۹۸۸ کشف شد.
قدر مطلق سیارک برابر ۱۴.۸ است.